# Sveriges utbildningspolitik
Sveriges utbildningspolitik är det politiska område som handlar om reformer och drift av Sveriges utbildning, i synnerhet den formella utbildningen (grundskola, gymnasieskola och högskola), förskoleverksamheten, och annan institutionaliserad utbildning. Primär- och sekundärutbildningen administreras på kommunnivå, men regleras nationellt.
Utbildningsfrågor handhas i regeringen i utbildningsdepartementet, i riksdagen i utbildningsutskottet, och i kommunerna i respektive skolnämnd. Internationellt samordnas utbildningsfrågor i Unesco. EU har påverkat den svenska utbildningen med bland annat Erasmusprogrammet och Bolognaprocessen.

## Historia
Sveriges utbildningsväsen härrör från den katolska tiden då kyrkan hade ansvaret för den, men vid reformationen övertog Gustav Vasa, jämte ärkebiskopen i Svenska kyrkan, driften av de skolor som fanns. Kungarna kunde besluta om skolorna genom förordnanden, så till exempel Karl IX som beslutade att varje domkyrkoskola skulle tillätta fler lärare. Kyrkan var dock fortfarande dess högsta beslutande organ. Den första nationella skollagen är ett avsnitt i 1571 års kyrkoordning; skolpolitiken var inriktad på att snabbt utbilda lutherska präster som kunde förvalta reformationens idéer. Prästståndet tillsatte den första kommissionen för skolfrågor vid 1611 års riksdag i Örebro; fastän regeringen inte godkände kommissionens förslag blev det gällande skolstadga 1613. Gustav II Adolf försökte ta makten över utbildningen, och författade en resolution om undervisningen 1620, men stoppades av prästerskapet. Under 1700-talet stiftades sekulära utbildningsinstitutioner (Vetenskapsakademien, Svenska akademien, med mera), och regeringen tillsatte egna kommissioner. 1798 påbörjades ett kortlivat försök att organisera skolfrågor i regeringen, med bildandet av Ecklesiastikexpeditionen, som lades ner 1792, med återupptogs 1809. Ecklesiastikdepartementet bildades vid departementalreformen 1840. Vid Ecklesiastikdepartementet drevs statliga utbildningsfrågor. Under Ecklesiastikdepartementet ordnades utbildningsfrågor i regionala stiftsstyrelser, där biskoparna ingick. Under dessa stiftsstyrelser organiserade församlingarna traktens folkundervisning, med kyrkostämman som beslutande myndighet, och skolrådet som tillsynsmyndighet. Parallellt med den kyrkliga organisationen av undervisningsfrågor, fanns en statlig motsvarighet; statens folkskoleinspektörer räknade Torsten Rudenschöld som fader. Först 1968 fick departementet namnet Utbildningsdepartementet, och den sekulariserade utbildningspolitiken var därmed fullt genomförd. 
Denna sekularisering tilltog till följd av omvälvningarna 1809, i praktiskt hänseende för att förbättra borgerliga utbildningar för att möta den tidiga industrialiseringen, och teoretiskt som en följd av demokratiseringen. Till en början märktes detta genom att läroverket indelades i två linjer, en för klassisk utbildning och en för den moderna. Den utbildningspolitiska debatten kom under 1800-talet att domineras av frågan om bottenskola, det vill säga en skola som var gemensam för alla samhällsklasser; detta började realiseras med enhetsskolan, där skolan också var gemensam för båda könen, och utvecklingen ledde så småningom till bildandet av grundskolan samt gymnasieskolan - den senare sammanförde de tidigare åtskilda praktiska och teoretiska sekundärutbildningarna.
Efter många misslyckade försök med att få hela befolkningen läskunnig under stormaktstiden, infördes en lag 1723 om att alla föräldrar hade att ansvara för att barnen lärde sig läsa, och överträdelse var straffbart. Det ankom föräldrarna att se till att detta uppnåddes, och det innebar ingen egentlig skolplikt, men många barn fick undervisning av socknens klockare. Skolplikt, att skolgång är obligatorisk för varje barn, infördes med folkskolestadgan 1842; om barnen i stället undervisades i hemmet krävdes skolförhör med prästen. Obligatoriska skolformer är grundskolan, sameskolan, specialskolan och särskolan, beroende på barnens förutsättningar.
Skolplikten varade vid folkskolans införande i fyra år, men ökade successivt, tills den nioåriga enhetsskolan infördes. Detta innebär att skolpliktens längd i Sverige sedan länge motsvarar primärskolans. Skolplikten börjar vid de kalenderår som barnet fyller sju år, vilket kan jämföras med Nordirland där den börjar vid fyra, England fem år, och Norge sex. I vissa europeiska länder kan barn börja skolan långt tidigare än när skolplikten börjar, men den flexibla skolstarten i Sverige gäller kalenderåren barnen fyller 6 till 8 år. Den flexibla skolstarten infördes 1991.
1900-talets skolpolitik har på nationell nivå påverkats av socialdemokratins långa maktinnehav. Viktiga förändringar har, förutom vad som ovan nämnts, varit införandet av studiemedel och kommunaliseringen av grundskolan. Under regeringen Bildt infördes 1992 friskolereformen, varigenom föräldrar kan välja en annan grund- eller gymnasieskola för sitt barn än den kommunala. På internationell nivå har anslutningen till FN och dess organ Unesco påverkat utvecklingen. Utbildningsfrågor är en del av de politikområden som EU beslutar om, och Sveriges anslutning har inneburit likriktning med de andra medlemsländernas utbildningsväsen, framför allt med Bolognaprocessen, samt underlättning av utbyte mellan länder, vilket lett till Erasmus.

## Utbildningspolitisk organisation

### Över- och mellanstatlig nivå
Som medlem av FN och EU, har Sverige samarbete med dessas underorgan för utbildningsfrågor. Unesco har en svensk avdelning, Svenska Unescorådet, vilket är en myndighet under Utbildningsdepartementet. EU har, liksom FN, endast en kompletterande funktion ifråga om medlemsländeras utbildning, men ländernas stats- och regeringschefer har tagit fram gemensamma utbildningsmål. Lissabonstrategin innehåller också utbildningsmål, vilka EU:s utbildningsministrar driver gemensamt. Därtill finns ett gemensamt utbildningsprogram i EU för livslångt lärande (2007-2013). Köpenhamnsprocessen syftar till att förbättra yrkesutbildningen i EU:s medlemsländer.

### Statlig nivå
Huvudartiklar: Utbildningsdepartementet, Utbildningsutskottet
Utbildningsdepartementet leds politiskt av en utbildningsminister och en högskole- och forskningsminister, båda är statsråd i Sveriges regering. Dessutom finns en icke-politisk tjänstemannastab, vilken dock får sina instruktioner från politikerna. 
Utbildningsdepartementets ansvarsområden om utbildning är förskoleverksamhet, förskoleklasser, grundskola, gymnasieskola, högskola, studiefinansiering, samt vuxen- och folkutbildning. Departementets arbetsuppgifter är att ta fram propositioner, tillsätta kommittéer och utredningar, samt administrera de myndigheter som lyder under detta departement. Myndigheter under utbildningsområdet är bland annat Centrala studiestödsnämnden, Universitetskanslersämbetet, Universitets- och högskolerådet, Svenska Unescorådet, Statens skolinspektion, Kungliga biblioteket och Kungliga Vetenskapsakademien.
Utbildningsutskottet består av ledamöter från samtliga riksdagspartier, 17 ordinarie samt suppleanter. Till dess uppgifter hör att bereda ärenden för Riksdagen att besluta, vilket framför allt inbegriper lagändringar och ekonomiska anslag.
För-, grund- och gymnasieskola regleras av Skollagen (1985:1100), och högskolorna av Högskolelagen (1992:1434); dessutom har regeringen utfärdat flera förordningar. Utbildningarnas innehåll regleras av Lpfö 98 (förskolan), Lpo 94 (det obligatoriska skolväsendet, förskoleklassen och fritidshemmet), och Lpf 94 (de frivilliga skolformerna).

### Kommunal nivå
Skollagen fastslår att varje kommun ska ha en eller fler nämnder som ska styra det offentliga skolväsendet, och att varje skola ska ha en rektor. Kommunen har vidare, enligt lagen, att sörja för skolpersonalens kompetensutveckling, samt att se till att de som undervisar har insikt i det offentliga skolväsendets föreskrifter, vilka anges i de nationella läroplanerna. Kommunfullmäktige har att besluta om skolplaner, där kommuner redovisar hur de planeras arbeta för att uppnå de mål som nationellt satts upp för skolan.

### Webbkällor
- ”Utbildningsdepartementet”. Regeringskansliet. http://www.regeringen.se/sb/d/1454. Läst 11 maj 2009.
- ”Arbetet i EU, Utbildningsdepartementet”. Regeringskansliet. Arkiverad från originalet den 16 juni 2009. https://web.archive.org/web/20090616063838/http://www.regeringen.se/sb/d/9745. Läst 11 maj 2009.
- ”Utbildningsutskottet”. Sveriges Riksdag. Arkiverad från originalet den 31 januari 2009. https://web.archive.org/web/20090131165844/http://riksdagen.se/templates/R_SubStartPage____6455.aspx. Läst 11 maj 2009.